# Quini
Enrique Castro González (pronunție în spaniolă [enˈrike ˈkastɾo ɣonˈθaleθ]; ; n. 23 septembrie 1949, Oviedo, Asturia, Spania – d. 27 februarie 2018, Gijón, Asturia, Spania), cunoscut drept Quini (pronunție în spaniolă [ˈkini]), a fost un fotbalist spaniol.
A jucat la Sporting de Gijón și FC Barcelona. A fost unul dintre cei mai mari atacanți ai Spaniei, câștigând trofeul Pichichi de cinci ori.
A jucat pentru naționala Spaniei 12 ani, participând la două turnee finale ale Campionatului Mondial și la un turneu final al Campionatului European de fotbal.

## Carieră
Născut în Oviedo, Asturias, Quini a început cariera de jucător profesionist la Sporting de Gijón în 1968, venind de la echipa de amatori CD Ensidesa. În primul sezon din La Liga, 1970–71, a înscris 13 goluri în 30 de meciuri, în următorii nouă ani a câștigat trei trofee Pichichi, unul în Segunda División; în anul în care a câștigat cel de-al doilea trofeu, Sporting a retrogradat, cele 21 de goluri înscrise fiind insuficiente pentru salvarea echipei.
În 1980, Quini a semnat cu FC Barcelona. În primii doi ani a marcat 47 de goluri. A câștigat Copa del Rey în 1981, înscriind de două ori în poarta fostei sale echipe, rezultat final 3-1. În finala ediției 1981–82 a Cupei Cupelor, a ajutat FC Barcelona să revină de la 0-1 în fața echipei belgiene Standard Liège, finală jucată pe Camp Nou.
În ultimele două sezoane jucate la Barcelona Quini a jucat sporadic (dar a înscris golul cu numărul 3000 al clubului în ligă), și s-a retras în 1984 la vîrsta de 35 de ani. Ulterior a revenit asupra deciziei și a mai jucat trei sezoane la Sporting Gijon. Pe 14 iunie 1987 a jucat ultimul meci, împotriva Barcelonei, adunând 448 meciuri și 219 goluri în prima divizie spaniolă (locul cinci din toate timpurile); în anii următori a ocupat diferite funcții administrative la Sporting Gijon.

### Răpirea
Pe 1 martie 1981, după ce a înscris de două ori pentru Barcelona în victoria cu 6–0 împotriva echipei Hércules CF, Quini a fost răpit de doi bărbați înarmați și băgat într-o dubă. După 25 de zile, timp în care Barcelona a obținut doar un punct din patru meciuri,  a fost eliberat în urma colaborării dintre autoritățile spaniole și cele elvețiene.
S-a speculat că ar fi avut Sindromul Stockholm, decizia lui fiind aceea de a nu depune niciun fel de plângere împotriva răpitorilor.

## Cariera internațională
Quini a debutat pentru Spania pe 28 octombrie 1970, într-un amical cu Grecia disputat la Zaragoza: jucând în repriza a doua și înscriind un gol.
Cu un total de 35 de selecții și opt goluri, Quini a participat la doua ediții ale Campionatului Mondial de fotbal, 1978 și 1982, cât și la UEFA Euro 1980. În toate cele trei turnee a înscris o singură dată (Euro '80), în înfrângerea 1-2 cu Belgia.

## Viața personală
Fratele lui mai tânăr, Jesús, a fost și el fotbalist. A jucat  17 sezoane pe postul de portar pentru Sporting Gijon, singurul club la care a evoluat la nivel de seniori. Jesus Castro Gonzalez a murit la 42 de ani, înecat, după ce a salvat de la înec trei turiști englezi (doi copii și tatăl lor) pe o plajă din Cantabria. În onoarea celor doi frați, unul din parcurile orașului Gijon se cheama Parque de los hermanos Castro.
În 2008 Quini a fost diagnosticat cu cancer la gât.

## Deces
Pe 27 februarie 2018, Quini a murit la 68 de ani în urma unui atac de cord. După o zi, Consiliul local al orașului Gijon a hotărât ca numele stadionului El Molinón să fie schimbat în Estadio El Molinón-Enrique Castro "Quini".
Aproximativ 14000 de oameni au participat la funeraliile sale.

## Statisticile carierei

### Club
| Club      | Sezon   | Liga    | Liga   | Cupă    | Cupă   | Europe  | Europe | Altele  | Altele | Total   | Total  |
| Club      | Sezon   | Meciuri | Goluri | Meciuri | Goluri | Meciuri | Goluri | Meciuri | Goluri | Meciuri | Goluri |
| --------- | ------- | ------- | ------ | ------- | ------ | ------- | ------ | ------- | ------ | ------- | ------ |
| Ensidesa  | 1967–68 | 22      | 17     | -       | -      | –       | –      | –       | –      | 22      | 17     |
| Sporting  | 1968–69 | 21      | 15     | -       | -      | –       | –      | –       | –      | 21      | 15     |
| Sporting  | 1969–70 | 35      | 24     | 1       | 1      | –       | –      | –       | –      | 36      | 25     |
| Sporting  | 1970–71 | 30      | 13     | 2       | 0      | –       | –      | –       | –      | 32      | 13     |
| Sporting  | 1971–72 | 24      | 9      | 3       | 1      | –       | –      | -       | -      | 27      | 10     |
| Sporting  | 1972–73 | 34      | 11     | 8       | 5      | –       | –      | –       | –      | 42      | 16     |
| Sporting  | 1973–74 | 34      | 20     | 2       | 1      | –       | –      | –       | –      | 36      | 21     |
| Sporting  | 1974–75 | 32      | 12     | 6       | 3      | –       | –      | –       | –      | 38      | 15     |
| Sporting  | 1975–76 | 34      | 21     | 3       | 2      | –       | –      | –       | –      | 37      | 23     |
| Sporting  | 1976–77 | 38      | 26     | 5       | 4      | –       | –      | –       | –      | 43      | 30     |
| Sporting  | 1977–78 | 32      | 15     | 10      | 9      | –       | –      | –       | –      | 42      | 24     |
| Sporting  | 1978–79 | 33      | 23     | 1       | 0      | 4       | 0      | –       | –      | 38      | 23     |
| Sporting  | 1979–80 | 34      | 25     | 9       | 3      | 2       | 0      | –       | –      | 45      | 28     |
| Sporting  | Total   | 381     | 214    | 50      | 29     | 6       | 0      | -       | -      | 421     | 243    |
| Barcelona | 1980–81 | 30      | 20     | 10      | 11     | 2       | 1      | –       | –      | 42      | 32     |
| Barcelona | 1981–82 | 32      | 27     | 2       | 0      | 8       | 3      | –       | –      | 42      | 30     |
| Barcelona | 1982–83 | 22      | 4      | 2       | 0      | 4       | 0      | 1       | 0      | 29      | 4      |
| Barcelona | 1983–84 | 16      | 3      | 5       | 6      | 1       | 2      | 7       | 0      | 29      | 11     |
| Barcelona | Total   | 100     | 54     | 19      | 17     | 15      | 6      | 8       | 0      | 142     | 77     |
| Sporting  | 1984–85 | 21      | 9      | 7       | 5      | –       | –      | 6       | 5      | 32      | 17     |
| Sporting  | 1985–86 | 24      | 7      | 3       | 3      | 2       | 0      | 4       | 1      | 29      | 10     |
| Sporting  | 1986–87 | 16      | 1      | 1       | 1      | –       | –      | –       | –      | 17      | 2      |
| Sporting  | Total   | 62      | 17     | 11      | 9      | 2       | 0      | 10      | 6      | 78      | 32     |
| Total     | Total   | 565     | 302    | 80      | 55     | 23      | 6      | 18      | 6      | 686     | 369    |

### Goluri Internaționale
| #  | Date              | Venue                           | Opponent     | Score | Result | Competition          |
| -- | ----------------- | ------------------------------- | ------------ | ----- | ------ | -------------------- |
| 1. | 28 octombrie 1970 | La Romareda, Zaragoza, Spania   | Grecia       | 2–0   | 2–1    | Amical               |
| 2. | 20 noiembrie 1974 | Hampden Park, Glasgow, Scoția   | Scoția       | 1–1   | 1–2    | Euro 1976 calificări |
| 3. | 20 noiembrie 1974 | Hampden Park, Glasgow, Scoția   | Scoția       | 1–2   | 1–2    | Euro 1976 calificări |
| 4. | 29 martie 1978    | El Molinón, Gijón, Spania       | Norvegia     | 1–0   | 3–0    | Amical               |
| 5. | 26 aprilie 1978   | Los Cármenes, Granada, Spania   | Mexic        | 1–0   | 2–0    | Amical               |
| 6. | 16 aprilie 1980   | El Molinón, Gijón, Spania       | Cehoslovacia | 2–2   | 2–2    | Amical               |
| 7. | 15 iunie 1980     | Giuseppe Meazza, Milano, Italia | Belgia       | 1–1   | 2–1    | UEFA Euro 1980       |
| 8. | 24 februarie 1982 | Luis Casanova, Valencia, Spania | Scoția       | 2–0   | 3–0    | Amical               |

## Trofee

### Club
Barcelona
- Copa del Rey: 1980–81,[3] 1982–83[25]
- Supercopa de España: 1983
- Copa de la Liga: 1983[26]
- Cupa Cupelor: 1981–82[4]

### Individual
- Premiul Don Balón – Cel mai bun jucător spaniol: 1978–79
- Trofeul Pichichi (La Liga): 1973–74, 1975–76, 1979–80, 1980–81, 1981–82;[27] Segunda División: 1969–70, 1976–77[28]